# Plasa Ștefan cel Mare, județul Cahul
Plasa Ștefan cel Mare a fost o unitate administrativă, sub-diviziune administrativă de ordin doi din cadrul județului interbelic Cahul, cu reședința în localitatea Baimaclia.

## Componență
1. Acui-de-Jos
2. Acui-de-Mijloc
3. Acui-de-Sus
4. Alexandrești
5. Baimaclia
6. Bădicu
7. Bădicu-Nou
8. Beșalma
9. Borogani
10. Butuceni
11. Caetu
12. Capaclia-Răzeși
13. Cârlăneni
14. Cârpești
15. Câșla
16. Chioselia
17. Chioselia-Mare
18. Chioselia-Mică
19. Chircani
20. Ciobalaccia
21. Congaz
22. Congazul-Mic
23. Constantinești
24. Coștangalia
25. Crăciun
26. Cuza-Vodă
27. Eihendorf
28. Enăchești
29. Flămânmda
30. Flocoasa
31. General-Poetaș
32. Gheltosu
33. Gotești
34. Goteștii-Noui
35. Haragâș
36. Hârtoape
37. Lărguța
38. Lingura
39. Măcrești
40. Principele-Mihai
41. Sadâcu
42. Stoenești
43. Samalia
44. Taraclia (Baimaclia)
45. Taraclia (Gotești)
46. Tartaul
47. Tutovanu
48. Țărăncuța
49. Țiganca
50. Valea-Largei
51. Victoria
52. Vișinești